# جنایات خیالی
جنایات خیالی (انگلیسی: Imaginary Crimes) فیلمی در ژانر زندگینامه‌ای است که در سال ۱۹۹۴ منتشر شد.

## بازیگران
- هاروی کایتل
- فیروزه بالک
- کلی لینچ
- وینسنت دن آفریو
- کریس پن
- سیمور کاسل